# 2-й армейский корпус (Армения)
2-й армейский корпус (арм. 2-ին բանակային կորպուս) — один из корпусов Сухопутных войск Армении. Штаб находится в городе Хачахпюр Гегаркуникской области Армении.

## История
В ходе Первой Карабахской войны 2-й корпус оказывал поддержку Армии НКР в битве за Агдам. 
29 сентября 2015 года министр обороны Армении Сейран Оганян провёл смотр личного состава корпуса.
Во время Второй Карабахской войны, по данным азербайджанских СМИ, корпус вынужден был оставить позиции в районе Кельбаджара из-за больших потерь, хотя командование корпуса опровергало подобную информацию.
9 мая 2021 года премьер-министр Никол Пашинян провёл смотр личного состава 2-го корпуса и вручил его бойцам награды. Сам корпус был удостоен ордена Боевого Креста II степени. В своей речи Пашинян высоко оценил роль корпуса во Второй Карабахской войне.
19 января 2023 года в результате вспыхнувшего в казармах города Азат пожара погибло 15 военнослужащих корпуса и семеро пострадали. Это стало крупнейшей трагедией в корпусе, не связанной с боевыми действиями. После этого с поста был снят командующий корпусом Ваграм Григорян.
9 января 2024 года в корпусе произошли два смертельных инцидента: в 6:20 утра на боевой позиции было обнаружено тело контрактника Карена Карапетяна с огнестрельным ранением, а в 11:30 на другой позиции — тело старшего лейтенанта Микаэла Даниеляна с огнестрельным ранением. По факту смерти Карапетяна был задержан его сослуживец.

## Структура
В состав корпуса входят:
- Штаб (Хачахпюр[англ.])
- Отдельный танковый батальон
- Отдельный разведывательный батальон
- 2 отдельных мотострелковых полка
- Отдельный артиллерийский батальон

## Командиры
- Генерал-майор Сейран Сароян (1993—?)[15]
- Генерал-майор Овик Оганян (до 13 июня 2013)[16]
- Генерал-майор Погос Погосян (12 июня 2013 — 7 июля 2016)[17]
- Полковник Давид Манукян (7 июля 2016 — ?)[18]
- Генерал-майор Араик Арутюнян (19 декабря 2019 — 9 августа 2021)[19]
- Генерал-майор Ваграм Григорян (9 августа 2021 — 19 января 2023)[20]
- Генерал-майор Гарегин Погосян (с 19 января 2023)[21]